# 青州市
青州市是中国山东省潍坊市下辖的一个县级市，原益都县，1987年3月30日撤县设市。青州在古代是《禹贡》“九州”之一，大体指泰山以东至渤海的一片区域，其范围远远超出今天的青州市。不过晋朝后，青州范围大大缩小，治所也迁移到今天的青州市境内，故而逐渐成为该地区的名称。市人民政府駐范公亭西路1601号。
2008年，青州市博物馆被国家文物局正式评为首批国家一级博物馆，也是唯一县级市所拥有的首批国家一级博物馆。2009年，青州市昭德古街被列入第一届“中国历史文化名街”名单。2013年11月18日，国务院正式将青州市列为国家历史文化名城。市境西南还有一处国家重点风景名胜区名为云门山风景名胜区。2017年，青州古城景区被评为国家5A级旅游景区。

## 历史沿革
青州得名甚早，《禹贡》中就有记载：“海岱惟青州”。上古为东夷之地。至夏商间，先后为爽鸠氏、季则氏、逄伯陵氏所据。周初封吕尚为齐侯，地始归于齐。历春秋战国之世，均为齐属。
西汉高祖三年（前204年）建广县城，在今日青州市区西南。武帝元封五年（前106年）设青州刺史部，驻临菑。
西晋怀帝永嘉五年（311年）曹嶷弃广县，筑广固，为青州刺史治。东晋安帝隆安三年（399年）慕容德陷广固，定为南燕国都，这也是山东唯一一个作为朝代首都的地方。后刘裕灭南燕，夷广固，筑东阳城，置北青州刺史治于此。
北魏献文帝皇兴三年（469年）拔东阳城，仍为青州刺史治。孝明帝熙平二年（517年）增筑东阳城南郭，即南阳城。北齐文宣帝天保七年（557年）迁益都县治于东阳城，移青州府治于南阳城。
隋为青州总管府治，后改为北海郡治。唐初复为青州总管府治，后又改为北海郡治。
宋为京东东路路治。金为山东东路益都总管府治。元为山东东西道宣慰司治。
明清时期，为青州府治。 
民国时期为益都县。中华人民共和国成立后归昌潍地区（今潍坊市）管辖，1986年撤县改为青州市。

## 行政区划
青州市下辖4个街道办事处、8个镇：
王府街道、益都街道、云门山街道、黄楼街道、弥河镇、王坟镇、庙子镇、邵庄镇、高柳镇、何官镇、东夏镇和谭坊镇。

## 人口
根据（山东省）潍坊市第七次全国人口普查公报显示青州市常住人口为960882人。

## 地理
青州位于山东半岛中部，北纬36度4分至36度8分，东经118度0分至118度6分，为温带气候。西接淄博市临淄区、淄川区，东临昌乐县，北靠寿光市和东营广饶县，南接临朐县。南邻山区，北为平原。城区背山（云门山）抱水（南阳河），风水极佳。

## 交通
青州市交通发达，有胶济铁路横贯东西，西距济南150km，东距青岛240km。另有地方铁路益羊铁路和青临铁路。客运站方面，青州市现一共拥有两座铁路客运站，胶济客运专线青州市站，可以乘坐动车组到达北京、上海、南京、苏州、济南、青岛等各大城市。2018年12月26日，济青高铁全面贯通，设青州市北站。
公路方面，有 青银高速和 长深高速，为山东中部高速公路的东西南北的枢纽。另有 青兰线、 克黄线， 济青线和 羊青线等。

## 风景名胜

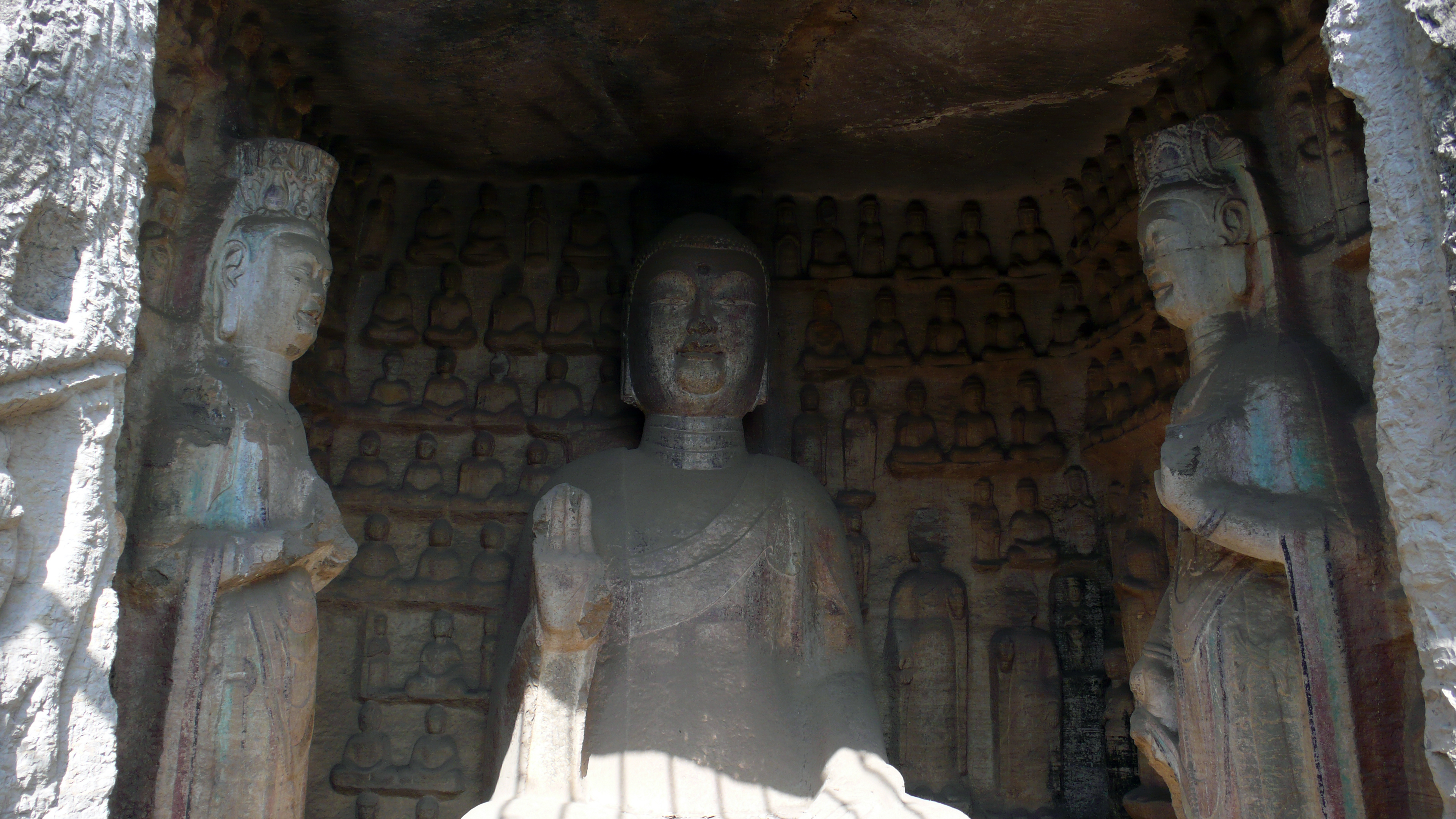
驼山石窟第2窟

城市的西南郊区有云门山、驼山、玲珑山，“三山联翠，障城如画”。云门山主峰海拔400多米，虽不甚高，但却是拔地而起，巍峨耸立。山顶有洞如门，夏秋时周围云雾缭绕，故名“云门”。山上多摩崖石刻，其中著名的是一巨大“寿”字石刻，高7.5米，据当地风俗，常有人将小石块用红绳系在树杈上，祈求平安，山上随处可见。其旁驼山自古是齐鲁名山，山上有五座石窟，内有600多尊石佛，称为驼山石窟。
青州城则内有纪念北宋范仲淹的范公亭和建于元代的清真寺真教寺等名胜古迹。同时，青州北城区的清军驻扎遗址形成文化景观，（曾得到过中華書局認可的）清史研究者阎崇年推崇它。东城区回族聚居区形成基本独立又有融合的回族聚居区，文化风尚和饮食习惯的差异给青州增添了不少多元文化的色彩，而且东城区的清真糕点，清真饮食很有特色，深受青州人民的喜爱。
1996年10月，在青州市博物馆南临的一处建筑工地上，龙兴寺遗址处发现一巨大窖藏，内有400余尊佛教造像。这批造像数量大，种类繁多，雕凿精美，彩绘富丽。时代跨度从北魏至北宋，但以北朝作品为多数。造像镂刻精妙，工艺特出，虽然经过破坏，但仍可见当时佛像造形的丰富多样与时代特征。更为珍贵的是，佛像多数保存了表面的彩绘贴金，使今人能够一睹当时雕刻作品富丽彩绘的真实面貌，目前青州市博物馆是世界唯一有此项展览的地方。
仰天山国家森林公园，位于青州西南边陲，属于国家AAAA级风景名胜区，溶洞，森林独具特色，景区内另有佛教遗迹文殊寺。
- 国家一级博物馆: 青州市博物馆
- 国家重点风景名胜区：青州风景名胜区
- 全国重点文物保护单位：驼山石窟 青州龙兴寺遗址 衡王府石坊 青州真教寺

## 典故
東晉桓温某主簿善辨酒力，稱好酒做“青州從事”，次酒做“平原督邮”；蓋青州有齊郡（臍），平原有鬲縣（膈）也（南朝宋·劉義慶《世說新語·術解》）。

## 物产
青州是中国主要花卉集散地之一，国家林业局、中国花卉协会命名青州为“中国花木之乡”，2009年第七届中国花卉博览会在青州举办。
近年来，烟草产业随着国家改制和公司合并已逐渐没落，基本不再出产新型产品，仅存蓝“八喜”烟比较出名。
石灰石和铁矿石的储量较大。工业以轻工业、工程机械行业为主，农业主产小麦和玉米。曾经盛产烟草，是鲁烟的主要产地。弥河银瓜，青州蜜桃等都是青州特有的产品。近年来花卉产业亦发展较快。
云门陈酿酒：国家地理标志产品。是以高粱、小麦为原料，以小麦制得的高温大曲为糖化发酵剂，并在地理标志产品保护范围内按云门陈酿酒传统生产工艺生产的白酒。
隆盛糕点：隆盛糕点是根据伊斯兰教的饮食习惯而制作的。“隆盛”商标始创于清道光绪年间，隆盛糕点集古今青州清真糕点之精华，产品基本上是京式和苏式品种，选料纯正考究，天然要求十分严格，生产严格按祖传工艺和配方进行，从而保证了隆盛糕点制作精细，香甜可口，油而不腻，保质期长等特点，深受广大顾客欢迎。

## 延伸閱讀
- 饶宗颐：〈早期青州城与佛教的因缘 （页面存档备份，存于）〉。
- [在维基数据编辑]

 《晉書·卷015》，出自房玄齡《晉書》